# 광릉 (조선)
광릉(光陵)은 조선 제7대왕 세조와 정희왕후 윤씨(貞熹王后尹氏)의 능이다. 사적 제197호로, 대한민국 경기도 남양주시 진접읍 부평리에 있다.
1468년(세조 14년)과 1483년(성종 14년)에 정하였다. 이 능은 세조가 석실의 유해무익함을 강조하고 석실과 병석(屛石)을 쓰지 말라고 한 유명(遺命)에 따라 병석을 없애고 석실은 회격(灰隔)으로 바꾸어 꾸몄으며, 십이지상을 난간동자석주(欄干童子石柱)에 옮겨 새겼다. 회격으로 바꿈으로써 쓸데없는 비용을 절약했으며, 능 배치상에 있어 동원이강(同原異岡)의 형식이 여기서 비롯되었는데 이로써 국초 왕릉제의 일대개혁을 이루었다.

## 개요
광릉은 조선 7대 대왕인 세조(재위 1455∼1468)와 부인 정희왕후 윤씨(1418∼1483)의 무덤이다.
세조는 세종의 둘째 아들로 형인 문종이 세상을 떠난 후 어린 단종이 왕위에 오르자 계유정란을 일으킨 후에 1455년에 단종으로부터 왕위를 물려받았다. 세조는 군제 개편·집현전 폐지 등으로 왕권을 강화하고, 토지제도 정비·서적간행 등 많은 업적을 남기고, 1468년 병으로 세상을 떠났다.
정희왕후 윤씨는 조선시대 최초로 수렴청정을 시행하였다. 수렴청정은 나이 어린 임금을 대신해서 왕대비가 정치를 대신하는 것으로 당시 성종이 어린 나이에 왕위에 올랐으므로 정사를 돌보게 된 것이다. 정희왕후는 성종14년(1483)에 세상을 떠났다.
왕의 유언에 따라서 무덤방은 돌방을 만드는 대신 석회다짐으로 막았고, 무덤 둘레에 병풍석을 세우지 못하게 하였다. 돌방과 병석을 없앰으로해서 백성의 고통과 국가에서 쓰는 돈을 크게 줄일 수 있게 되었다. 무덤 주위에는 난간석을 세우고 그 밖으로 문석인·무석인·상석·망주석·호석·양석을 세웠다. 난간석의 기둥에는 십이지신상을 새겼는데 이는 병풍석을 세우지 않았기 때문이다. 이러한 예는 광릉 밖에 없으며, 글자로 난간석에 표시하거나 나중에는 24방위까지 새겨 넣게 된다.
무덤배치에 있어서도 최초의 동원이강의 형식이다. 지금까지는 왕과 왕비의 무덤을 나란히 두고자 할 때는 고려 현릉·정릉 식의 쌍릉이나 세종과 소헌왕후 심씨의 무덤인 영릉의 형식으로 왕과 왕비를 함께 묻는 방법을 취하였으나, 광릉은 두 언덕을 한 정자각으로 묶는 새로운 배치로 후세의 무덤제도에 영향을 끼쳤다.
세종의 구 영릉이 조선 전기 왕릉 제도를 총정리한 것이라 한다면, 광릉은 조선 전기 왕릉 제도의 일대변화를 이룬 조선 왕릉 제도상 중요한 위치를 차지하고 있다.

## 같이 보기
- 조선의 왕릉
- 국립수목원

## 참고 문헌
- 문화재청 조선왕릉 - 남양주 광릉
- 광릉 - 국가유산청 국가유산포털
- 이 문서에는 다음커뮤니케이션(현 카카오)에서 GFDL 또는 CC-SA 라이선스로 배포한 글로벌 세계대백과사전의 내용을 기초로 작성된 글이 포함되어 있습니다.